# Cory Mazzoni
Cory Mitchell Mazzoni (Evans City, 19 ottobre 1989) è un giocatore di baseball statunitense, lanciatore per i Chicago Cubs della Major League Baseball.

## Minor League
Mazzoni fu selezionato inizialmente dai Washington Nationals al 26º turno del draft 2008, ma rifiutò. Accettò tre anni dopo, quando fu selezionato al 2º giro del draft amatoriale del 2011 come 71a scelta assoluta dai New York Mets. Nello stesso anno iniziò nella New York-Penn League A breve stagione con i Brooklyn Cyclones, chiuse con una vittoria e nessuna sconfitta, 0.00 di media PGL (ERA) in 6 partite. Poi passò nella Florida State League singolo A avanzato con i St. Lucie Mets, finendo con una vittoria e una sconfitta, 2.57 di ERA in 6 partite. Nel 2012 con i St. Lucie chiuse con 5 vittorie e una sconfitta, 3.25 di ERA in 12 partite tutte da titolare, ottenne un premio individuale. Poi passò nella Eastern League doppio A con i Binghamton Mets, chiudendo con 5 vittorie e altrettante sconfitte, 4.46 di ERA in 14 partite tutte da titolare.
Nel 2013 con i Binghamton Mets finì con 5 vittorie e 3 sconfitte, 4.36 di ERA in 13 partite di cui 12 da partente (66.0 inning).
Il 30 marzo 2015 i Mets scambiarono Mazzoni con i San Diego Padres in cambio di Alex Torres.

## Major League
Mazzoni debuttò nella MLB il 27 aprile 2015, al Petco Park di San Diego contro gli Houston Astros. Durante la stagione 2015 giocò 8 partite con i San Diego Padres. Partecipò alla stagione 2016 interamente in squadre di minor league. Il 12 settembre 2017 fu richiamato in MLB dai Padres giocando nel breve periodo restante al termine della stagione 6 partite.
Il 6 novembre 2017 Mazzoni fu reclamato dai Chicago Cubs e il 27 marzo 2018 dai Los Angeles Dodgers per appena due giorni, visto che il 29 marzo, i Cubs lo prelevarono nuovamente dai waivers.

## Vittorie e premi
- Mid-Season All-Star della Florida State League con i St. Lucie Mets (2012).